# Куксарай (дворец)
Куксара́й — не сохранившийся до наших дней дворец Амира Тимура (Тамерлана) в столице своей империи — Самарканде (ныне Узбекистан). С тюркского переводится как Голубой дворец. По некоторым данным, Куксарай являлся главным дворцом Амира Тимура в Самарканде.

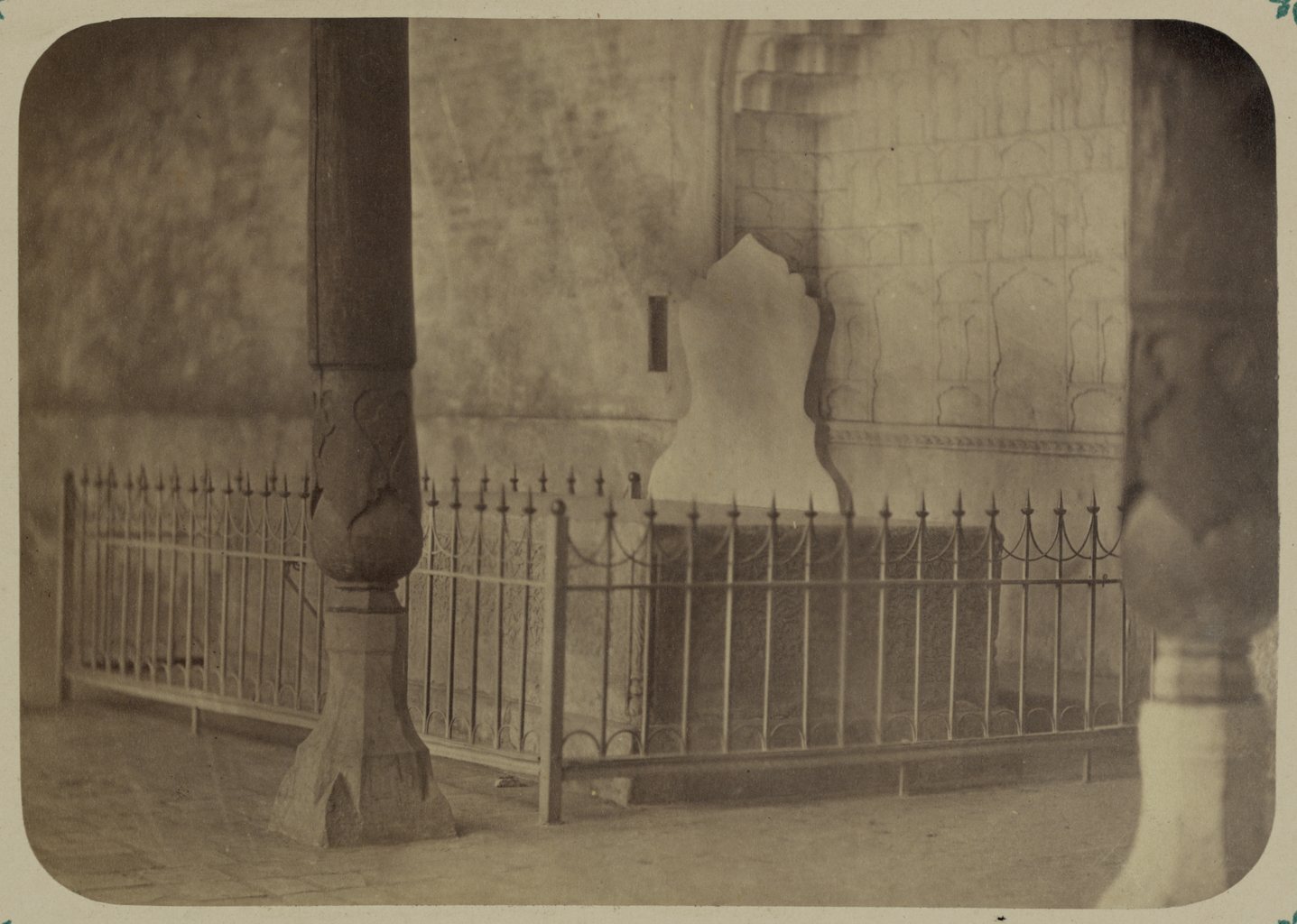
Тронный камень Тимура в Самарканде, фото второй половины XIX века.

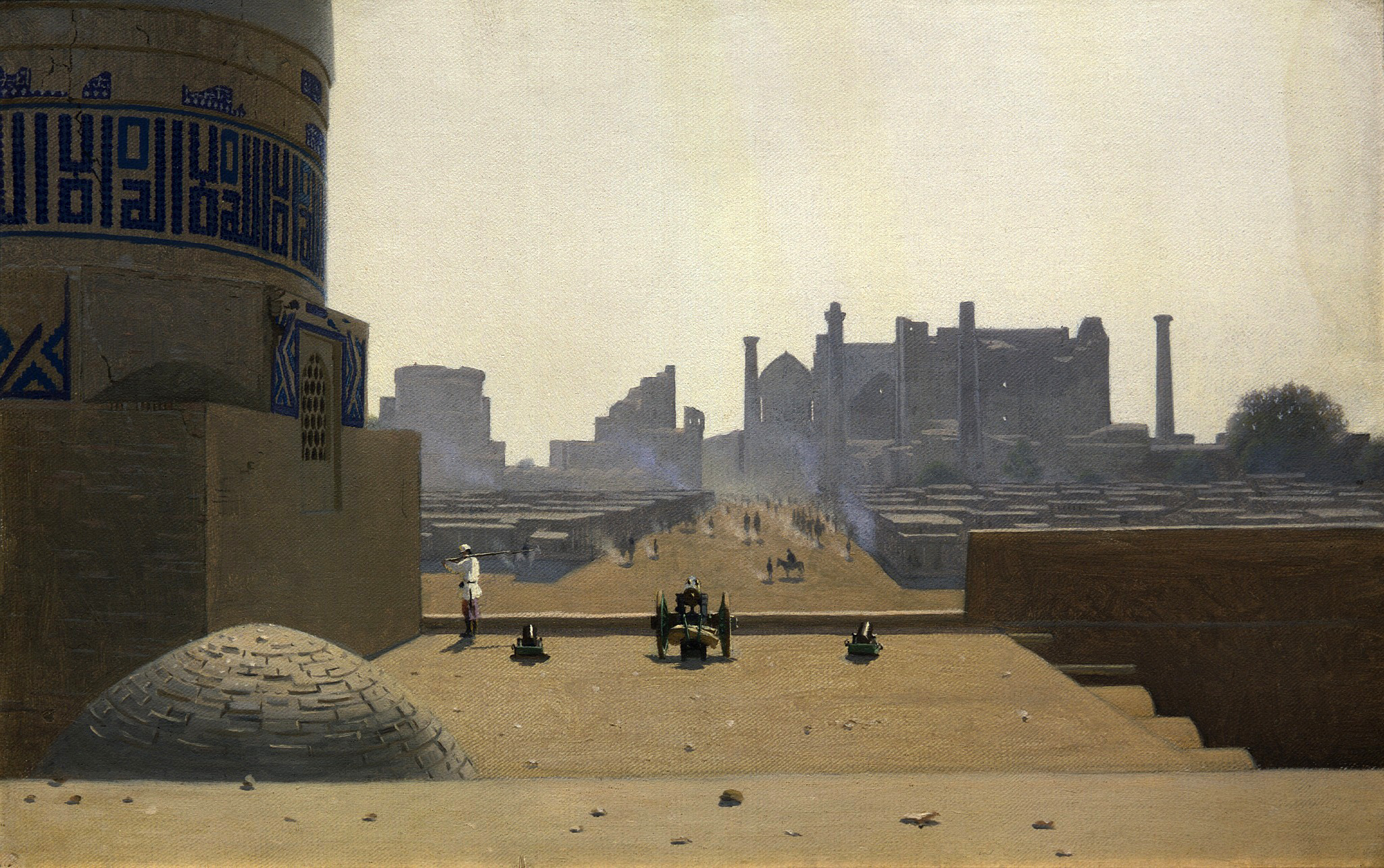
Вид на ансамбль Регистан с крыши дворца Куксарай. Картина Василия Верещагина, 1872 год.

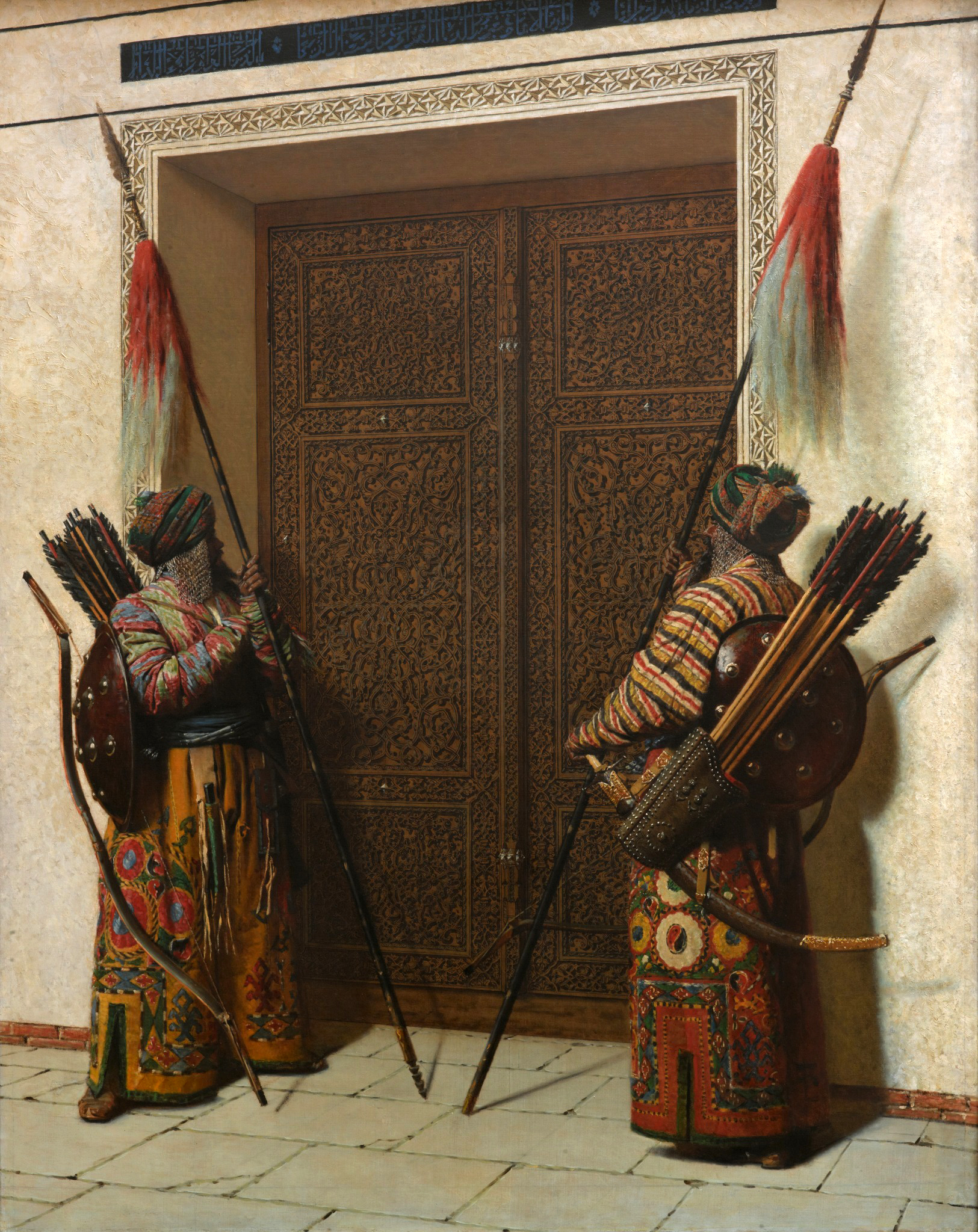
Двери дворца Куксарай. Картина Василия Верещагина, 1872 год.

Не раскопанные остатки руин дворца находятся в историческом центре Самарканда, предположительно в восточной части площади Куксарай, рядом с главным зданием (высокое 15-этажное здание) администрации Самаркандской области, вблизи моста над улицей Дагбитская. 
Дворец Куксарай был построен Амиром Тимуром почти сразу после восхождения на престол в 1370 году. Куксарай представлял собой четырёхэтажное сооружение со значительными для своего времени размерами. Стены дворца были облицованы глазурованными изразцовыми плитками. Сам дворец находится на возвышении. В те времена это возвышение было окружено стенами. Около дворца чуть позже был построен другой дворец — Бустансарай («Дворцовый цветник»). Дворец Куксарай являлся одним из любимых дворцов Амира Тимура, которых у него было несколько десятков по вокруг Самарканда. Осенью 1404 года Амир Тимур последний раз останавливался в Куксарае перед походом на Китай (Империя Мин). В ноябре 1497 года Бабур останавливался в соседнем Бустансарае. После смерти императора Тимура, дворец использовался его потомками. Известно об использовании дворца Улугбеком. 
До 1868 года в восстановленном позже тронном зале Тимура находился тронный камень Кукташ (голубой камень в переводе с тюркского). На протяжении XV—XIX веков на тронном камне Тимуридов — Кукташе, находившемся во дворце, происходили церемонии восхождения на престол среднеазиатских правителей из различных династий начиная с тимуридов и до мангытов. Хотя столицей Бухарского эмирата была Бухара, узбекские эмиры Бухары Хайдар, Насрулла и Музаффар проводили обряд коронации именно в Самарканде, на Кукташе. Последний раз обряд коронации происходил в 1861 году, когда проводилась церемония восхождения на престол эмира Музаффара.
Основные здания дворца были разрушены в период политических междоусобиц и кризиса в первой половине XVIII века. В XIX веке бухарские эмиры династии мангыт частично восстановили дворец. Виды дворца и его дверей запечатлены русским художником Василием Верещагиным в Туркестанской серии.
После потери независимости в 1868 год восточной части Бухарского эмирата, и завоевания и включения Самарканда в состав Российской империи, власти приняли решение о полном уничтожении дворца. К настоящему времени уцелел лишь тронный камень Кукташ, который выставлен во дворе мавзолея Гур Эмир. Сам дворец (как и дворец Бустансарай) после полного уничтожения был покрыт землей и до сих пор остаётся неизученным.
Город Самарканд и его исторические, культурные, религиозные, архитектурные и археологические памятники, в том числе остатки дворца Куксарай внесены в список Всемирного наследия ЮНЕСКО под названием «Самарканд — перекрёсток культур».